# センター郡区 (アイオワ州シーダー郡)
センター郡区は、アメリカ合衆国、アイオワ州、シーダー郡にある17の郡区の一つである。2000年の国勢調査で、人口は3945人だった。

## 地理
センター郡区は、171.7平方キロメートル（66.28平方マイル)で、Tiptonが含まれる。
アメリカ地質調査所によると、この郡区はBoltonとBradleyとCenter RossとCounty HomeとEurekaとFairlandとGoodaleとKiserとMasonicとMount ZionとOchiltreeとSaint MarysとSand HillとVirginia GroveとWood BridgeとWood BridgeとWrightとYork Prairieの18つの霊園が含まれる。